# Santa Gertrudis de Fruitera

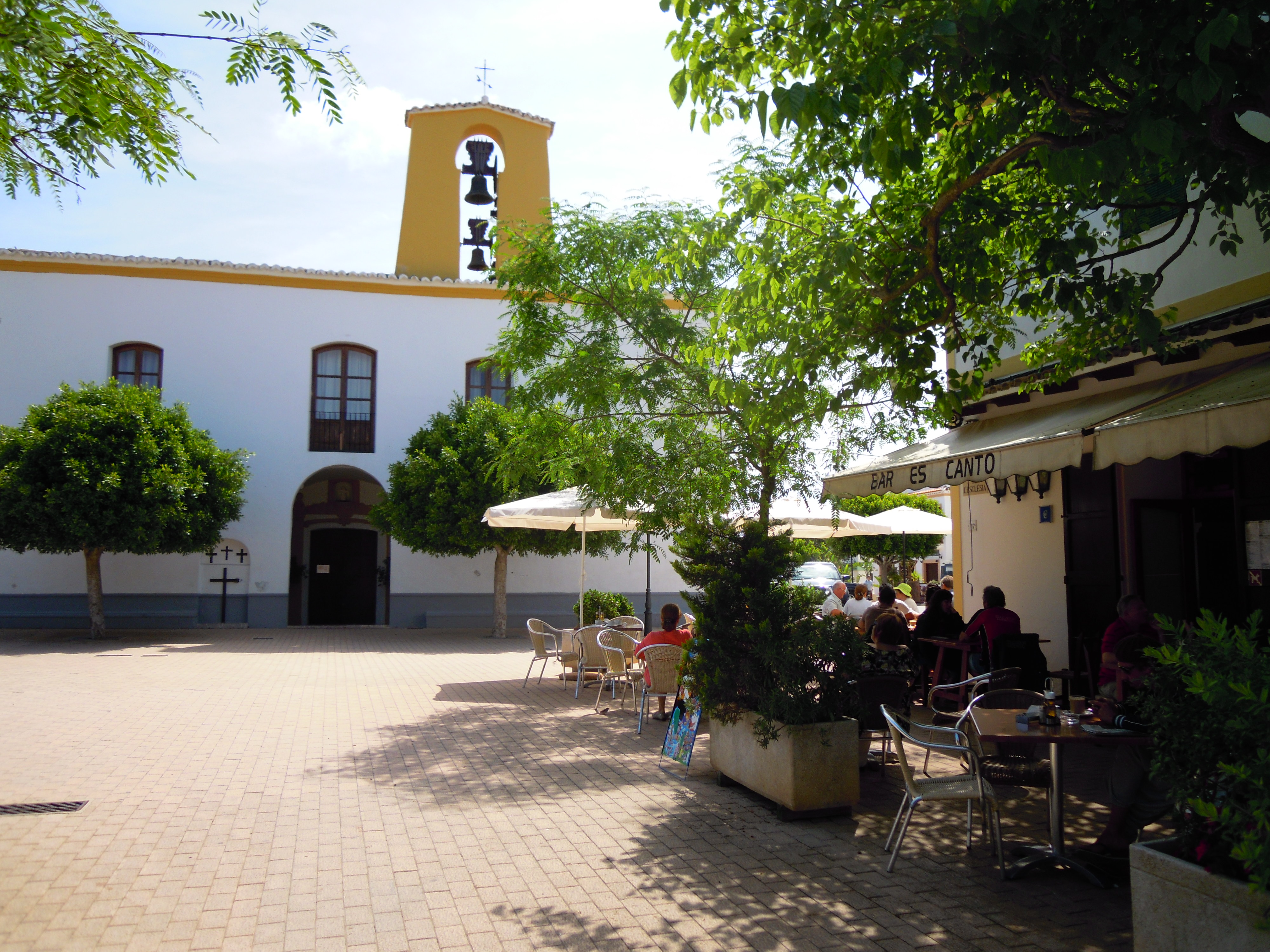
Santa Gertrudis

Santa Gertrudis de Fruitera en catalán y oficialmente, Santa Gertrudis de Fruitera, es una pedanía del centro de la isla de Ibiza, parte del municipio de Santa Eulalia del Río. En el 2019 contaba con 6.207 habitantes en todo su territorio pero en su núcleo solamente 3.141 habitantes.
Festividad del pueblo de santa Gertrudis 16 de noviembre
Es famoso por sus restaurantes típicos donde su comida principal son los bocadillos.
Este pueblo se comenzó a desarrollar a principios de los años 2000. En los 90, era un pueblo muy pequeño con pocos bares, iglesia, colegio y algunas casas. Actualmente, cuenta con diversos establecimientos, además de muchos más restaurantes y bares, aumentando su atractivo turístico y número de habitantes.
Este pueblo limita con los pueblos de Sant Llorenç de Balàfia, Sant Miquel de Balansat, Sant Mateu d'Aubarca, Puig de'n Valls, Nuestra señora de Jesús i Sant Rafel de sa Creu.
Se encuentra entre la sierra des Amunts i Es Pla Roig.
- Datos: Q978979
- Multimedia: Santa Gertrudis de Fruitera / Q978979